# 何平 (中国大陆导演)
何平（1957年10月14日—2023年1月10日），男，山西太原人，中国大陆导演，曾為中国电影集团公司一级导演。

## 生平
1957年10月14日生于太原市。他的母亲是一位满族演员。何平生前罹患癌症，2023年1月10日因突發心梗去世。

## 作品
- 《双旗镇刀客》（1990）
- 《炮打双灯》
- 《日光峡谷》
- 《天地英雄》（2003）
- 《麦田》（2009）
- 《回到被爱的每一天》（2015）[3]